# Parantica swinhoei
Parantica swinhoei är en fjärilsart som beskrevs av Moore. Parantica swinhoei ingår i släktet Parantica och familjen praktfjärilar. Inga underarter finns listade i Catalogue of Life.